# Fazenda Vista Alegre
A Fazenda Vista Alegre é uma fazenda histórica localizado em Valença, cidade do interior do estado do Rio de Janeiro. Atualmente oferece hospitalidade para casais, famílias, como turismo de habitação, além de oferecer visitas históricas guiadas e também de desenvolver um trabalho de Manège Equestre, um centro de treinamento para cavalos novos e de competição. Também disponibiliza sua área externa para diversos tipos de eventos sociais como casamentos, bodas e aniversários e atividades culturais como gastronomia, artes e cursos e corporativos.

## História
Os primórdios da fazenda têm origem em terras de sesmaria concedida a Inácio Paz Sardinha, em 1809. Impossibilitado de explorá-la, Sardinha transferiu suas terras à Francisco Martins, que deu início à sua exploração. Posteriormente casou-se com Ana Maria da Conceição, filha de Hipólito Pimentel e fato curioso, Francisco adotou o sobrenome de seu sogro após o casamento, passando a ser conhecido com Francisco Martins Pimentel.
Após  seu falecimento em 1852, seu filho Joaquim Gomes Pimentel herdou a Fazenda. Era Alferes, Capitão da Guarda Nacional e em 1864 tornou-se Visconde de Pimentel, recebendo o título de D. Luís “El Rey” de Portugal.
O Visconde de Pimentel foi muito conhecido pelo seu dinamismo, pela inovação de métodos e técnicas de produção rural, e por sua notável atuação no campo das artes, da cultura e da tecnologia. Inicialmente dedicada ao plantio do café, aos poucos foi expandindo para além dos esforços no seu produto, mas também para ser responsável pelo valor humanístico, contrariando o tratamento dos escravos como objetos. A Fazenda Vista Alegre possuía sua própria banda de música, composta por 27 escravos libertos  e que se apresentava em todas as ocasiões festivas da região, pela lei do Lei do Ventre Livre, sancionada em 1871.
Saraus também eram realizados na Fazenda Vista Alegre pelo Visconde de Pimentel, uma delas com a apresentação do compositor, pianista e regente norte-americano Louis Moreau Gottschalk, que foi um dos primeiros artistas estrangeiros a empolgar o público brasileiro no tempo de D. Pedro II, com sua “Grande Fantasia Triunfal com Variações sobre o Hino Nacional Brasileiro”.  
Um aspecto diferencial desta fazenda foi o ensino de música, artes teatrais e religião. Em sua propriedade nasceu a "Escola de Ingênuos"(ingênuos eram as crianças nascidas de mães escravas após a lei do Ventre Livre), a primeira no país a alfabetizar filhos de escravos e crianças pobres das redondezas. Pensada para o plantio do Café, a fazenda possuía uma veia artística, dedicando-se a função de possuir aulas de música, teatro, artes e religião dentro da propriedade. Devido sua notoriedade artística, a fazenda recebeu personalidades como o pianista estadunidense Louis Moreau Gottschalk e o nobre francês Gastão de Orléans, Conde d'Eu, além de diversos membros da família Real.
Com o falecimento do Visconde de Pimentel, apesar de ter fama e prestígio, seus bens estavam totalmente hipotecados à sua irmã, Maria Francisca, viúva do comendador Manoel Antônio Esteves. Após a morte de Maria em 1897, seus filhos executaram a dívida e deram a Fazenda Vista Alegre ao Banco do Brasil, como pagamento de suas próprias dívidas.
Os irmãos e sócios Álvaro e Horácio Mendes de Oliveira Castro adquiriram a fazenda em leilão em 1901.
Em torno de 1912, à convite de Álvaro de Oliveira e Castro, os primeiros imigrantes dinamarqueses do Vale do Paraíba fundaram a primeira indústria de queijos na fazenda, os famosos Laticínios DANA. A família Nielssen residiu na Fazenda Vista Alegre por cerca de 30 anos, até mudarem-se  para Aiuruoca, sul de Minas.
Em 1956, Álvaro passou a Fazenda Vista Alegre à sua filha Maria Eugênia, casada com Eduardo Soares Sampaio que depois, em 1980, a vendeu para a família Mattos Desde então a família Mattos vêm fazendo esforços para cultivar a memória dos espaço.

## Estrutura
Próximo a casa sede ainda se encontram a antiga Escola de Música e outra edificação destinada ao apoio, provavelmente a antiga tulha. Mais distante da casa sede, onde atualmente serve de residência dos funcionários, era antes o engenho. Todas estas construções (casa sede, Escola de Música e edificação de apoio) possuem porão habitável. A propriedade conta com uma área de 35 alqueires.
A casa sede possui cinco quartos, uma sala de estar e outra de jantar, além das dependências de cozinha e banheiros.

## Turismo de Habitação
A Fazenda Vista Alegre oferece o Turismo de habitação(alguns lugares mencionados como hospedaria-guest house), onde os hóspedes são convidados da casa, vivenciando a rotina diária de seus moradores/proprietários. Diferentemente de um hotel fazenda com suas modernas instalações, no turismo de habitação tenta-se preservar as características, objetos e mobiliários originais. Os quadros da família Mattos (atual proprietário), objetos datados do século XIX, mobiliários e pratarias centenárias são alguns dos objetos que se encontram na casa.
Enquanto os quartos de hotéis são impessoais, os cômodos da Fazenda Vista Alegre estão repletos de peças da história da casa e dos antepassados da família.

## Visitação
A Fazenda Vista Alegre é aberta a visitação, oferecendo turismo pedagógico para escolas através de visita guiada. Inclui a sede da fazenda que guarda sua arquitetura original, bem como outros três prédios remanescentes do período cafeeiro. Nestas visitas são detalhadas as  fases de ocupação da casa, que testemunharam os diversos ciclos sócio econômicos, as influências culturais ocorridas na região e os personagens ilustres que fizeram parte da história do período.

## Cavalos e Gados
A Fazenda Vista Alegre oferece treinamento especializado na formação de cavalos novos para competições nas modalidades olímpicas. A partir dos 4 anos de idade, esses cavalos são trabalhados em um ambiente campestre, onde o terreno variado e as condições ambientais favorecem o pleno desenvolvimento de suas funções. O adestramento equestre é realizado por cavaleiros com formação em equitação acadêmica. Também é oferecido serviços de hospedagem para cavalos e a cocheira atende padrão internacional.
A Fazenda Vista Alegre dedica-se também à criação profissional de bovinos de cruzamento Nelore/Brahman.

## Tombamento
Por compreender de uma obra que remonta os anos do Brasil Império, em que o país viva sob o comando de uma monarquia, a fazenda possui forte cunho histórico para os brasileiros.
No ano de 2004, começou-se um processo de demolição do imóvel sem autorização das autoridades de conservação do estado do Rio de Janeiro e parte da madeira e as telhas do sítio histórico, seriam vendidas por Augusto Marães, proprietário da fazenda. A demolição foi embargada graças a atuação dos órgãos de fiscalização histórica do Rio de Janeiro e Marães foi indiciado pelo Ministério Público (MP).
Visando a conservação do patrimônio no dia 30 de dezembro de 2008, a propriedade foi tombada pelo Instituto Estadual do Patrimônio Cultural (INEPAC).

## Na cultura popular
A propriedade já foi palco para realização de gravações de produções importantes da história cultura brasileira. Foi uma das locações da novela Salomé escrita por Sérgio Marques, exibida na faixa das 18 horas na Rede Globo, e protagonizada por Patricia Pillar.
Outra novela que foi locada na fazenda, foi A Viagem que ocupava o horário das 19 horas na grade da Globo, escrita por Ivani Ribeiro e protagonizada por Christiane Torloni, Antônio Fagundes e Guilherme Fontes.
Também foi palco da gravação do clip de Lua de Cristal cantado pela Xuxa no especial da Globo, Xuxa 10 Anos de Globo.